# Neera Tanden
Neera Tanden nascida em 10 de setembro de 1970) é uma consultora política americana e ex-oficial do governo dos Estados Unidos. Ela é a presidente do Center for American Progress, onde atuou em diferentes funções desde 2003.
Tanden trabalhou em várias campanhas presidenciais democratas, incluindo as de Michael Dukakis em 1988, Bill Clinton em 1992 e Barack Obama em 2008. Tanden aconselhou Hillary Clinton sobre a campanha das primárias de 2016 e a campanha para as eleições gerais de 2016. Ela também foi uma funcionária sênior da campanha. Durante a administração Obama, Tanden ajudou a redigir a Lei de Cuidados Acessíveis .
A 30 de novembro de 2020, o presidente eleito Joe Biden anunciou que nomearia Tanden como a próximo diretora do Escritório de Gestão e Orçamento, sendo este sujeito à aprovação do Senado. Sua candidatura a posição foi retirada, contudo, em 2 de março, devido a um conturbado processo de confirmação do Senado, onde os democratas acabaram não tendo votos o suficiente para confirma-la.

## Infância e Juventude
Neera Tanden nasceu em 1970 em Bedford, Massachusetts, de pais imigrantes da Índia. Ela tem um irmão, Raj. Os seus pais divorciaram-se quando ela tinha cinco anos.
Tanden recebeu um diploma de Bacharel em Artes pela University of California, Los Angeles, em 1992 e formou-se na Yale Law School com um Juris Doctor em 1996.
Como caloura na Universidade da Califórnia, em Los Angeles, Tanden conheceu seu futuro marido, o artista Benjamin Edwards.

## Carreira

### Trabalho com os Clintons
Tanden é considerada uma pessoa leal aos Clinton e amiga pessoal de Hillary Clinton. Ela trabalhou na campanha do presidente Bill Clinton em novas políticas de energia e reforma da saúde, como diretora adjunta da política interna da Casa Branca de Clinton, e como consultora de política interna no escritório da primeira dama dos Estados Unidos.
Em 1999 e 2000, Tanden foi vice-gerente de campanha e diretora de política de Hillary Clinton durante a sua campanha para senadora de Nova York. Após a eleição, Tanden serviu como diretora legislativo da senadora Clinton de 2003 a 2005.
Tanden foi a diretora de política de Hillary Clinton para a sua candidatura à indicação democrata de 2008 à presidência. O New York Times relatou que Tanden socou o editor do site ThinkProgress e futuro gerente da campanha presidencial Bernie Sanders 2020 , Faiz Shakir, por perguntar a Clinton sobre o seu voto na Guerra do Iraque, que foi impopular entre muitos eleitores democratas.
Tanden foi também uma conselheira não remunerada da campanha de indicação de Clinton nas primárias de 2016. Depois que Hillary Clinton garantiu a indicação democrata para presidente em 2016, Tanden foi nomeada para a equipe de transição. Tanden foi considerado uma candidata a um cargo importante na Casa Branca, caso Clinton tivesse ganhado a presidência.

### Campanha para as eleições de 2008 - Obama
Depois de Barack Obama ser indicado como candidato democrata à presidência, Tanden foi uma dos primeiras, e também uma das poucas, ex-membros da campanha de Clinton a juntar-se à sua equipe. Ela foi diretora da política doméstica da sua campanha eleitoral.

### Administração Obama
Tanden serviu no governo Obama como conselheira sênior da secretária Kathleen Sebelius do Departamento de Saúde e Serviços Humanos. Ela ajudou a redigir a legislação de saúde do governo, incluindo trabalhos específicos para a opção pública proposta, mas posteriormente retirada. Ela também negociou com o Congresso e as partes interessadas em várias disposições do projeto de lei. Ela foi descrita como uma das "arquitetas-chave" do Affordable Care Act.

## Opiniões políticas
Tanden foi descrita pelo The Washington Post como uma "progressista", pelo Business Insider como uma "centrista", e pela Vox como "um dos membros mais liberais da Clintonland". Ela é considerada uma leal e confidente de Bill e Hillary Clinton. Ela é conhecida pela sua presença franca e direta no Twitter, onde criticou legisladores tanto de esquerda quanto de direita.

## Honras
- 2012: Tanden foi nomeada uma das 25 "Mulheres Mais Influentes de Washington" pelo National Journal.[18]
- 2014: Elle nomeou Tanden uma das dez mulheres mais poderosas de Washington, DC.[19][20]